# 武田大伸
武田 大伸（たけだ ひろのぶ、1964年3月24日 - ）は、北海道函館市出身のハンドボール選手。日本ハンドボールリーグの日新製鋼に所属していた。

## 来歴
函館有斗高等学校時代は岩平由伸の指導を受け、選抜・選手権・国体に出場した。
高校卒業後は日本大学へ進学し、インカレに出場した。
大学卒業後は日新製鋼へ入団した。